# Max Harry Liefmann
Max Harry Liefmann (* 7. August 1877 in Steinbek (bei Hamburg); † 30. Oktober 1915 bei Tyrmont (Litauen)) war ein deutscher Bakteriologe und Fußballspieler.

## Leben und Karriere
Max Harry Liefmann wurde als viertes von fünf Kindern des jüdischen Kaufmanns Semmi Liefmann und seiner Frau Auguste Juliane, geborene Cassel, in Hamburg geboren. Unter den Geschwistern sind Walter Robert Liefmann und Toni Elsa Liefmann.
Harry Liefmann wuchs in der südwestlichen Grenzmark, in Freiburg im Breisgau, auf.
Das Gymnasium in Freiburg im Breisgau verließ er 1896 mit dem Abiturexamen. Er studierte Medizin in München, Berlin und zuletzt in Freiburg, wo er 1901 promovierte.
Während dieser Zeit an der Universität Freiburg kam er in Kontakt mit anderen Medizinstudenten und Fußballbegeisterten, wie Gustav Manning oder Ernst Schottelius, die ihm zum Freiburger FC holten. 1899 wurde er von den Mitgliedern zum Vorsitzenden gewählt.
Nach dem Studium folgte das Dienstjahr beim Dragoner-Regiment in Colmar. Liefmann wurde militärisch ausgebildet und 1911 zum Stabsarzt der Reserve befördert. Einer kurzen Tätigkeit an der Universitäts-Augenklinik in Straßburg entstammten zwei Arbeiten über neurologische Themen. Dann wandte er sich unter William Philipps Dunbars Leitung wieder der Bakteriologie und Hygiene zu – auch seiner Doktorarbeit hatte eine bakteriologische Frage zugrunde gelegen, es ging um die Wirkung einiger Säuren auf gesundheitsschädliches Trinkwasser.
Liefmann volontierte ab 1903 im staatlichen hygienischen Institut Hamburg. Hier schloss er sich dem SC Germania Hamburg an (einer der drei Gründungsvereine des Hamburger SV) und knüpfte an seine fußballerische Leidenschaft aus Freiburg an.
Im Januar 1904 trat Liefmann eine Stelle als Assistenzarzt am Institut für Hygiene und Bakteriologie in Gelsenkirchen an. Von September 1904 bis 1908 war er Erster Assistent am Hygienischen Institut Halle.
1903 bis 1907 folgten aus den Instituten von Dunbar, Bruns und Fränkel Arbeiten über Pflanzenpollengifte und Heufieber, über Ankylostomiasis, Untersuchungen über Cholera, Ruhr und Typhus. 1907 habilitierte Liefmann in den Fächern Hygiene und Bakteriologie. In den nun folgenden Jahren der Tätigkeit in Halle wie auch später (ab 1909) in Berlin als Leiter des Bakteriologischen Instituts des Rudolf-Virchow-Krankenhauses bestätigte sich sein Arbeitsinteresse sowohl auf bakteriologischem als auch auf hygienischem Gebiet. Züchtung der Anaëroben, Untersuchungen über die Natur der Körper, die bei der Wassermann-Reaktion wirksam sind, speziell über das Komplement – sie gehören dem rein bakteriologischen Gebiet an.
Die Universität Halle beurlaubte ihn zunächst, 1911 wurde er wegen des Mangels an Lehrpersonal erneut zum Abhalten von Vorlesungen verpflichtet. 1913 entzog ihm die Universität jedoch die Venia legendi, da Liefmann nicht bereit war, seine Stelle in Berlin aufzugeben.
In steigendem Maß wandte sich aber daneben sein Interesse einer wichtigen hygienischen Frage zu, den Gründen und Bedingtheiten der Säuglingssterblichkeit.
Im Oktober 1914 trat Liefmann seinen militärischen Dienst in Fort Kugelbake in Cuxhaven an und übernahm bis Juli 1915 die Leitung der bakteriologischen Untersuchungsanstalt Cuxhaven. Er wurde am 1. Juli 1915 zwecks Übertritt zur Armee als Marine-Stabsarzt der Reserve mit dem Rang eines Kapitänleutnants außer Dienst gestellt. Harry Liefmann erlag am 30. Oktober 1915 seinen Verwundungen bei Tyrmont (heutiges Turmantas in Litauen.)

## Familie
Harry Liefmann heiratete Agatha Keil (* 6. August 1880) am 7. September 1907 in Freiburg im Breisgau. Aus der Ehe gingen die beiden Töchter Elisabeth Gertrud Liefmann (* 4. Juni 1908 in Halle an der Saale) und Ursula Liefmann (* 9. August 1909 in Berlin-Grunewald) hervor.
Agatha Liefmann, geborene Keil, beantragte die Namensänderung in Liefmann-Keil. Dem wurde durch den Justizminister in Karlsruhe am 13. März 1930 stattgegeben und durch die Bezirks-Polizeidirektion Freiburg im Breisgau am 14. Juli 1930 bekanntgegeben.

## Schriften
- Untersuchungen über die Wirkung einiger Säuren auf gesundheitsschädliches Trinkwasser (Dissertation, Universität Freiburg, 1902)
- Über den Nachweis von Ruß in der Luft (Habilitation, Universität Halle-Wittenberg, 1907)
- Über die Rauch- und Russfrage, insbesondere vom gesundheitlichen Standpunkte und eine Methode des Russnachweises in der Luft. In: Deutsche Vierteljahrsschrift für öffentliche Gesundheitspflege, 1908
- Neuere Erfahrungen und Anschauungen über das Komplement. In: Jahresbericht über die Ergebnisse der Immunitätsforschung. 1912
- Die Unterscheidung verwandter Bakterienarten durch die Ausfällung ihres Eiweisses mittels konzentrierter Salzlösungen. In: Münchener medizinische Wochenschrift. Nr. 26, 1913
- Die Übertragung von Augenkrankheiten in Berliner Volksbadeanstalten. In: Veröffentlichungen der Deutschen Gesellschaft für Volksbäder. Band 6, Nr. 3, 1913
- Die Todesfälle der Säuglinge im Sommer und die Wohnungen. In: Die Hygiene. Nr. 12, 1913
- Steigerungen der Säuglingssterblichkeit im Frühjahr. In: Deutsche Medizinische Wochenschrift, Nr. 36, 1913
- Säuglingssterblichkeit und Wohnungsfürsorge. In: Zeitschrift für öffentliche Gesundheitspflege. Nr. 2, 1915
- Zur Behandlung der Rückenmarksverletzungen im Kriege. In: Münchener medizinische Wochenschrift. Nr. 11, 1915, S. 390